# Kevin Karla y La Banda
Kevin y Karla es una banda chilena de pop formada por los hermanos cantantes Kevin Vásquez y Karla Vásquez. La banda lanzó su primera canción de trabajo llamado "Hit The Lights" (cover de la cantante y actriz Selena Gomez) en 2011, junto con otras canciones, logrando ser un fenómeno con explosivo éxito en Youtube, siendo premiados por el sitio con el botón plateado por la cantidad de suscriptores en su canal oficial actualmente.

## Historia

### 2010-2012: Formación
La carrera musical de los jóvenes comenzó con la realización de covers de diversos artistas de América del Norte, con traducción al español y adaptaciones propias. De esta forma, cautivaron a un público seguidor de músicos como One Direction, Taylor Swift, Selena Gómez, entre otros.  
Kevin en 2007 inició como cantante y actor interpretando el papel de Kevin Gálvez en la serie musical de televisión Amango y siendo integrante del grupo musical del mismo nombre, que después de un rotundo éxito con 3 temporadas y dos álbumes con disco de platino, posteriormente en febrero del 2008, Amargo fue convocado al Festival de Viña del Mar 2008 como artista invitado ganando "La Antorcha de Plata" y la ovación del público. Más tarde, como actor invitado, interpretaría el papel de Key-B en la teleserie juvenil Corazón rebelde. 
En 2011, ambos formaron parte del programa juvenil “Yingo”, durante la temporada que fue denominada “Estrellas del futuro”. Pasado un mes y medio de dicha competencia, el programa da un giro y se queda con 8 de sus 20 participantes, en donde vuelve a ser un programa de entretenimiento. Karla, fue una de las seleccionadas para seguir en el programa, junto a su hermano Kevin. En medio de la competencia “Estrellas del futuro”, Karla es convocada por el director del programa, Alex Hernández, para participar de la serie juvenil, de dicho canal, en el horario de 20:20 a 21:00 (hora chilena), fue así como debutó en la actuación, obteniendo el papel protagónico de la teleserie Gordis en donde interpretó a “Amelia”. 
El 8 de noviembre de 2010, se crea el canal de Youtube para el grupo “Kevin, Karla & la banda”.

### 2013-2014: Debut conDreamers
En septiembre de 2013 con el dúo Kevin y Karla sacaron a la venta su álbum debut Dreamers el cual debutó en el número 9 en Chile y del cual el sencillo "Perder mi amor" llegó al puesto 86 del ranking top 100 del país y llegando a ser el tercer disco más vendido en ese período.
El 30 de agosto de 2014 realizaron un concierto en Teatro Facetas (Chile), denominado "Sin Condiciones", el cual superó las expectativas de asistencia, agotando todas las entradas al concierto gracias a que todo eso fue un éxito.

### 2015-presente:Amatista
Luego de estrenar el primer sencillo "Love Me" en 2014 para su segundo álbum de estudio "Amatista", el 2015, la banda estrenó "Flores" y recientemente "Animales" como sencillos promocionales de su segundo álbum. 
Actualmente, con más de 2.5000.000 de suscriptores y en ascenso, "Kevin y Karla" Son el fenómeno musical en el público Teen y Familiar con más de 70 millones de visitas en sus trabajos musicales.

## Discografía

### Álbumes

#### Álbumes de estudio
| Título                                                              | Detalles del álbum                                                                           | Máxima posición |
| Título                                                              | Detalles del álbum                                                                           | CHI             |
| ------------------------------------------------------------------- | -------------------------------------------------------------------------------------------- | --------------- |
| Dreamers                                                            | - Lanzamiento: 7 de septiembre de 2013 - Sello: Feria Music - Formatos: CD, Descarga digital | 9               |
| Dreamers 2.0                                                        | - Lanzamiento: 15 de mayo de 2015 - Sello: Independiente - Formatos: Descarga digital        | —               |
| Amatista                                                            | - Lanzamiento: 1 de julio de 2016 - Sello: Independiente - Formatos: Descarga digital        |                 |
| "—" significa que el álbum no fue lanzado o no apareció en la lista |                                                                                              |                 |

#### Álbumes Cover
| Título               | Detalles del álbum                                                           |
| -------------------- | ---------------------------------------------------------------------------- |
| My Covers 1.0        | - Lanzamiento: 2010 - Sello: - Formatos: Descarga digital                    |
| My Covers 2.0        | - Lanzamiento: 2010 - Sello: - Formatos: Descarga digital                    |
| Hits The Power Pop   | - Lanzamiento: 2011 - Sello: - Formatos: Descarga digital                    |
| Confía En Tu Corazón | - Lanzamiento: 29 de noviembre de 2012 - Sello: - Formatos: Descarga digital |
| Hoy Desperté! EP     | - Lanzamiento: 22 de noviembre de 2012 - Sello: - Formatos: Descarga digital |
| Vive                 | - Lanzamiento: 31 de mayo de 2013 - Sello: - Formatos: Descarga digital      |
| Imparable            | - Lanzamiento: 21 de diciembre de 2013 - Sello: - Formatos: Descarga digital |
| Mi Historia de Vida  | - Lanzamiento: 16 de marzo de 2014 - Sello: - Formatos: Descarga digital     |
| Perfect              | - Lanzamiento: 16 de noviembre de 2014 - Sello: - Formatos: Descarga digital |
| 7 Siete              | - Lanzamiento: 21 de febrero de 2015 - Sello: - Formatos: Descarga digital   |

### Sencillos

#### Sencillos como artista principal
| Año                                                                    | Título                 | Máxima posición | Álbum     |
| Año                                                                    | Título                 | CHI             | Álbum     |
| ---------------------------------------------------------------------- | ---------------------- | --------------- | --------- |
| 2013                                                                   | «Stronger forever»     | —               | Dreamers  |
| 2013                                                                   | «Me haces tanta falta» | —               | Dreamers  |
| 2013                                                                   | «Perder mi amor»       | 86              | Dreamers  |
| 2014                                                                   | «Running»              | —               | Dreamers  |
| 2014                                                                   | «Dreamers»             | —               | Dreamers  |
| 2014                                                                   | «Love me»              | —               | Amatista  |
| 2015                                                                   | «Flores»               | —               | Amatista  |
| 2015                                                                   | «Animales»             | —               | Amatista  |
| 2016                                                                   | «Nadie» (feat. DOMAC)  | —               | Sin álbum |
| "—" significa que la canción no fue lanzada o no apareció en la lista. |                        |                 |           |

#### Sencillos como artistas invitados
| Año                                                                    | Título                      | Álbum             |
| ---------------------------------------------------------------------- | --------------------------- | ----------------- |
| 2013                                                                   | «No no no» (con Neven Ilic) | Export y Dreamers |
| "—" significa que la canción no fue lanzada o no apareció en la lista. |                             |                   |